# Zahi Hawass
dr. Zahi Hawass (ar. زاهى حواس; Damietta, 28. svibnja 1947.) je egipatski arheolog, egiptolog i bivši državni ministar za starine. On je radio na arheološkim nalazištima na delti Nila, u Libijskoj pustinji i gornjem toku Nila. Posljednjih nekoliko godina je privukao svjetsku medijsku pažnju čestim pojavljivanjima u televizijskim dokumentarnim emisijama posvećenim staroj egipatskoj civilizaciji.
Hawass predvodi pokret za povratak najpoznatijih predmeta Starog Egipta, kao što je Kamen iz Rosette, u Egipat iz kolekcija širom svijeta gdje se trenutno nalaze. Njegovi pokušaji su za sada ograničeni na manje značajne predmete i manje muzeje, dok se važniji predmeti i dalje nalaze izvan granica Egipta.

## Vanjske poveznice
- Službene stranice